# Lyåsa
Lyåasa är en by i Slätthögs socken, Alvesta kommun. Högt belägen vid sjön Lyen.
Ingår i Natura 2000 skyddsvärda områden på grund av slåtterängar med fina gamla blommor, som klarat sig då jordbruket inte bedrivits med moderna bekämpningsmedel. Handslåtter med lie förekommer på tre gårdar. I betraktelse i Året Runt har Christian Braw prisat byn för dess skönhet. Det finns en utsiktsplats där man kan se långt över nejden på det ställe där "Trollröret i Lyåsa" finns, se https://web.archive.org/web/20100821060649/http://www.sagobygden.se/karta.html.